# Chevrolet Monza (Китай)
Chevrolet Monza (кит. 科鲁泽; пиньинь keluze) — компактный седан, выпускаемый подразделением Chevrolet компании General Motors с 2019 года в Китае. Ранее название Monza носил автомобиль, выпускавшийся с 1975 по 1980 год и продававшийся на рынках Северной и Южной Америки. Версия Monza для китайского рынка является преемником Chevrolet Cavalier четвёртого поколения, который в Китае назывался 科沃兹 kewozi. Теперь такое название принадлежит автомобилю Chevrolet Onix, который в иерархии расположен ниже Monza. Длина кузова составляет 3900 мм.

## История
Chevrolet Monza дебютировал в ноябре 2018 года на автосалоне в Гуанчжоу. Продажи начались 21 марта 2019 года в Китае. Модель выпускается на платформе GM-PATAC K.

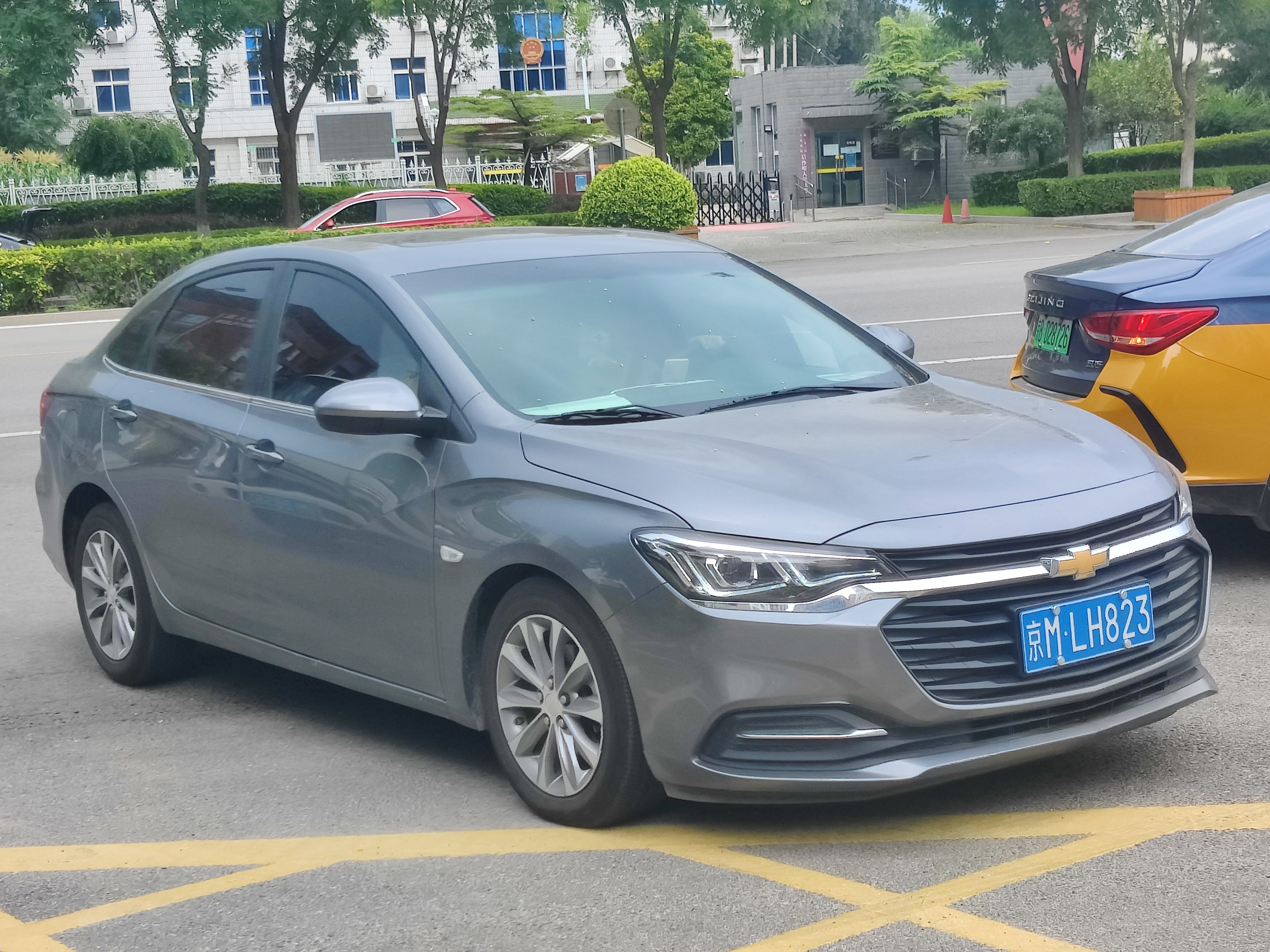
Вид спереди
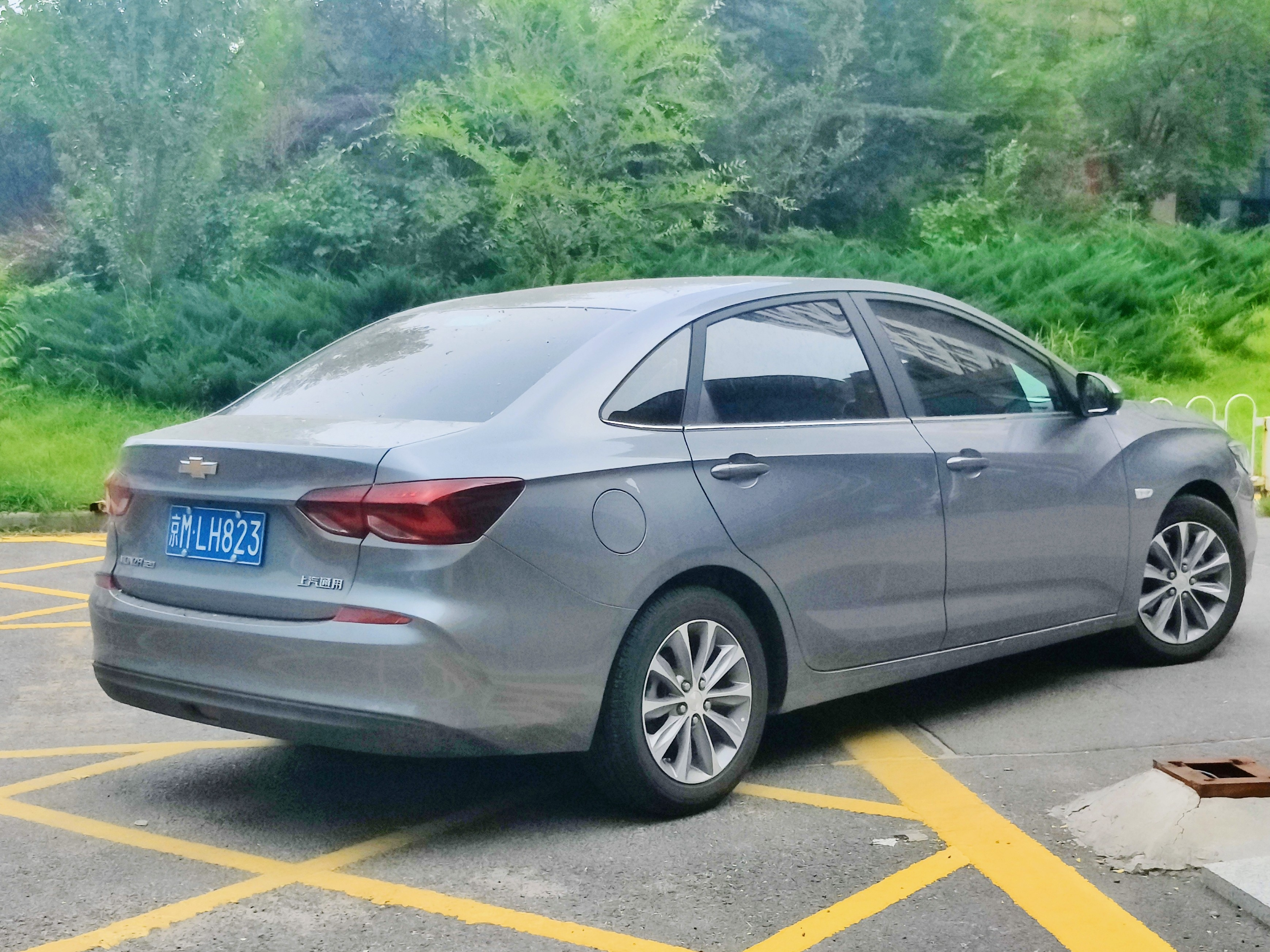
Вид сзади
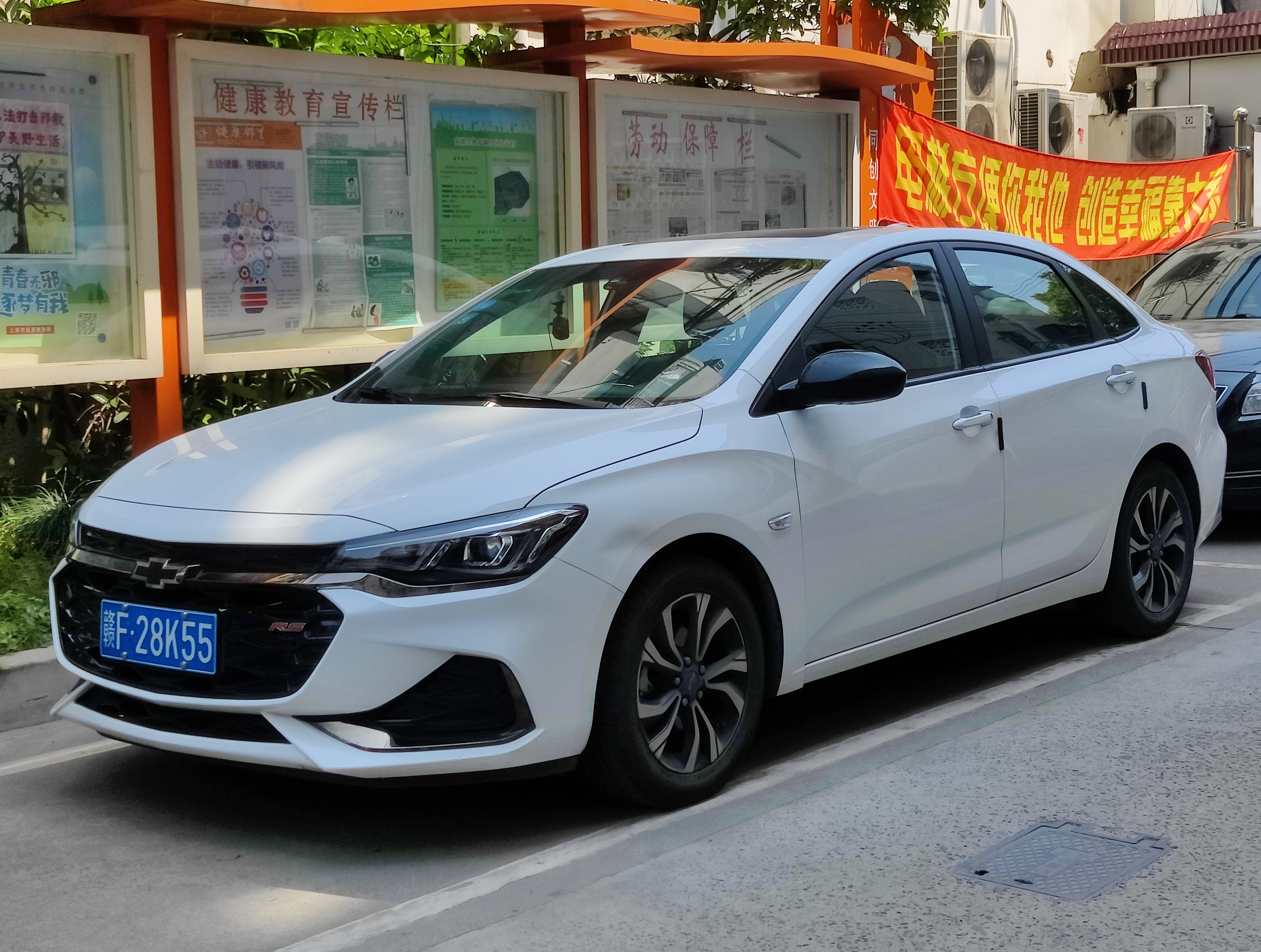
Chevrolet Monza RS
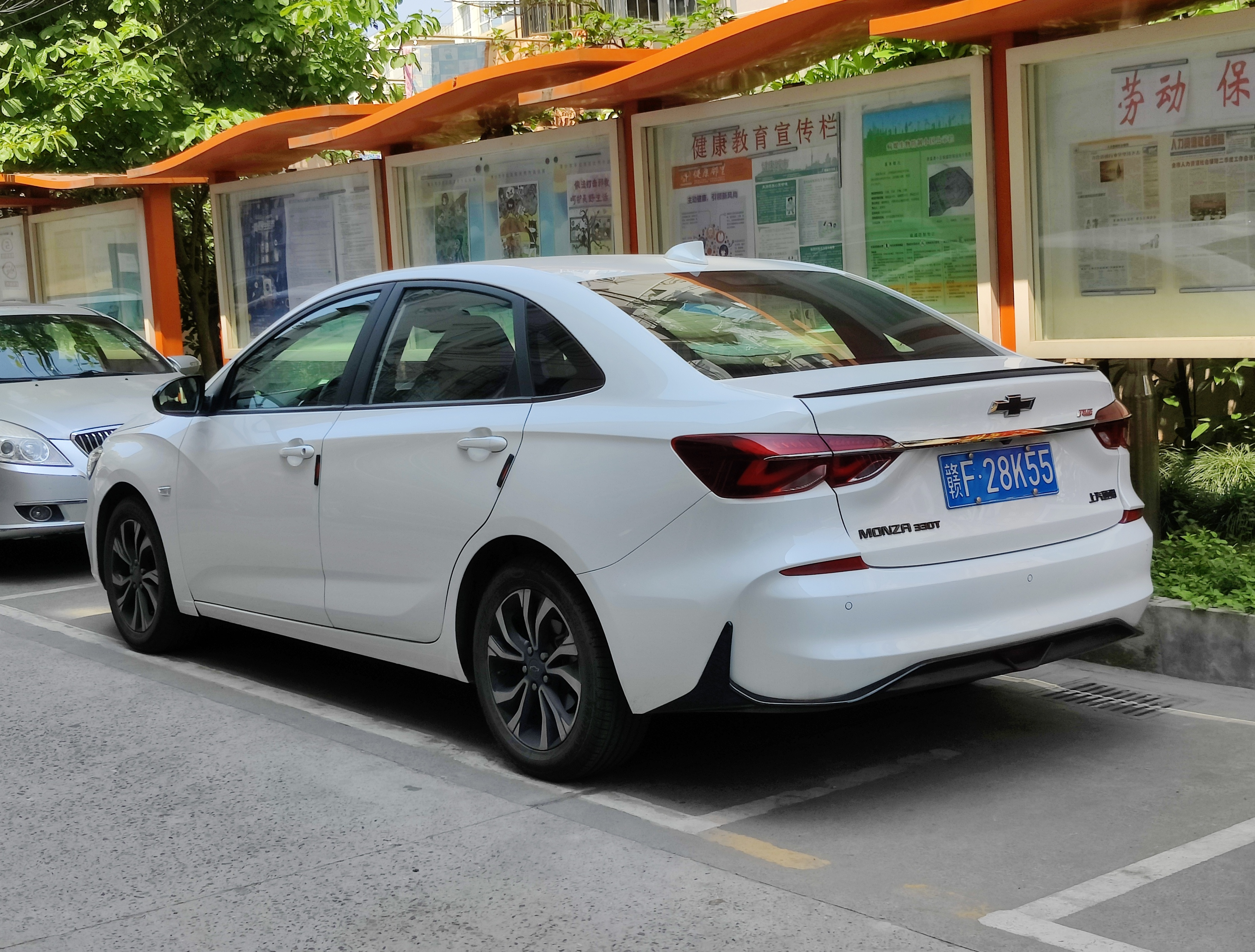
Chevrolet Monza RS

С конца 2021 года автомобиль продаётся в Мексике под названием Cavalier Turbo. В иерархии автомобиль расположен выше Onix и является преемником Cavalier. Модель выпускается в комплектациях LS, LT и RS.

В 2023 году автомобиль прошёл рестайлинг. Также в модельный ряд был добавлен гибридный автомобиль.

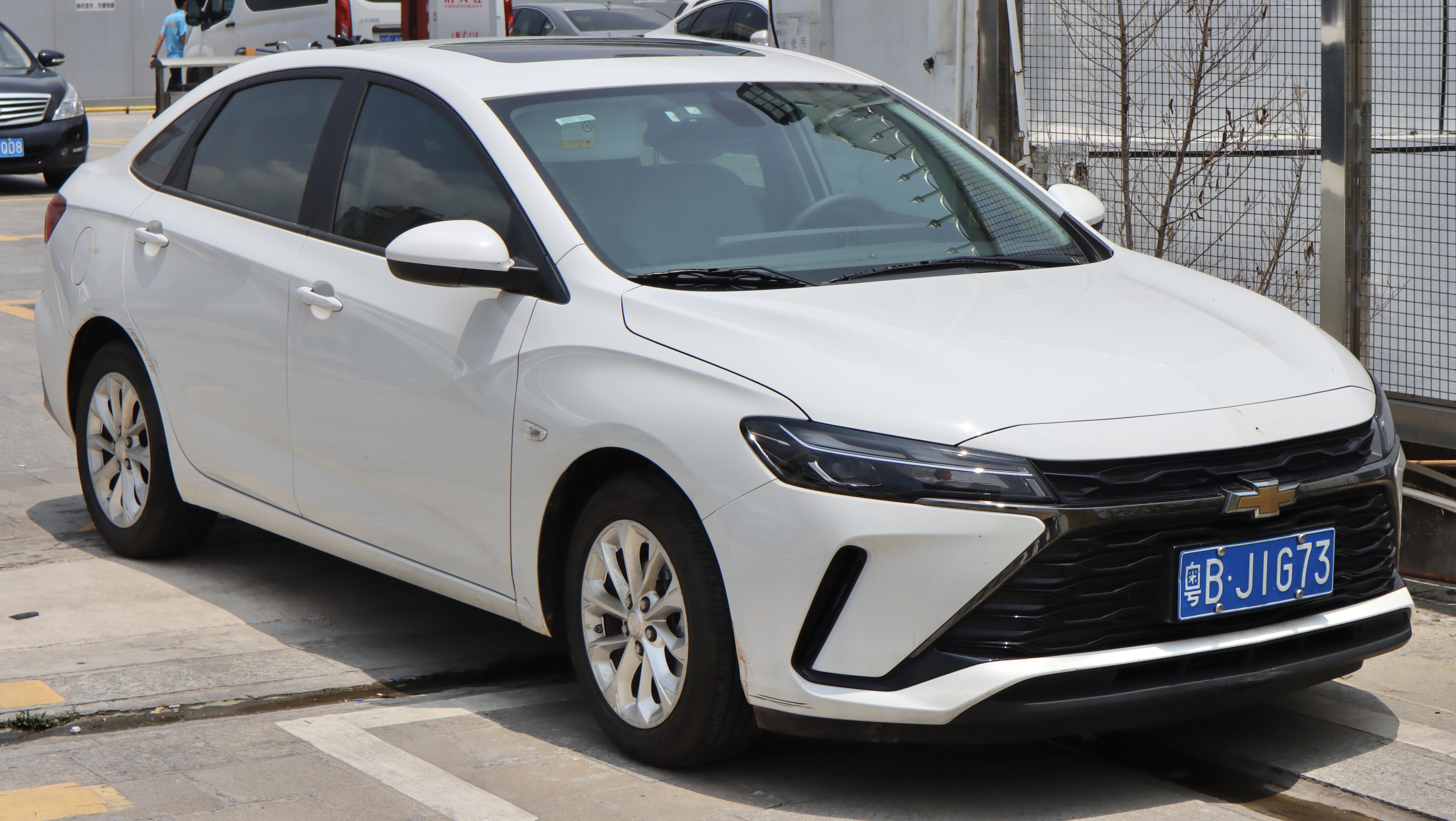
Рестайлинг передней части
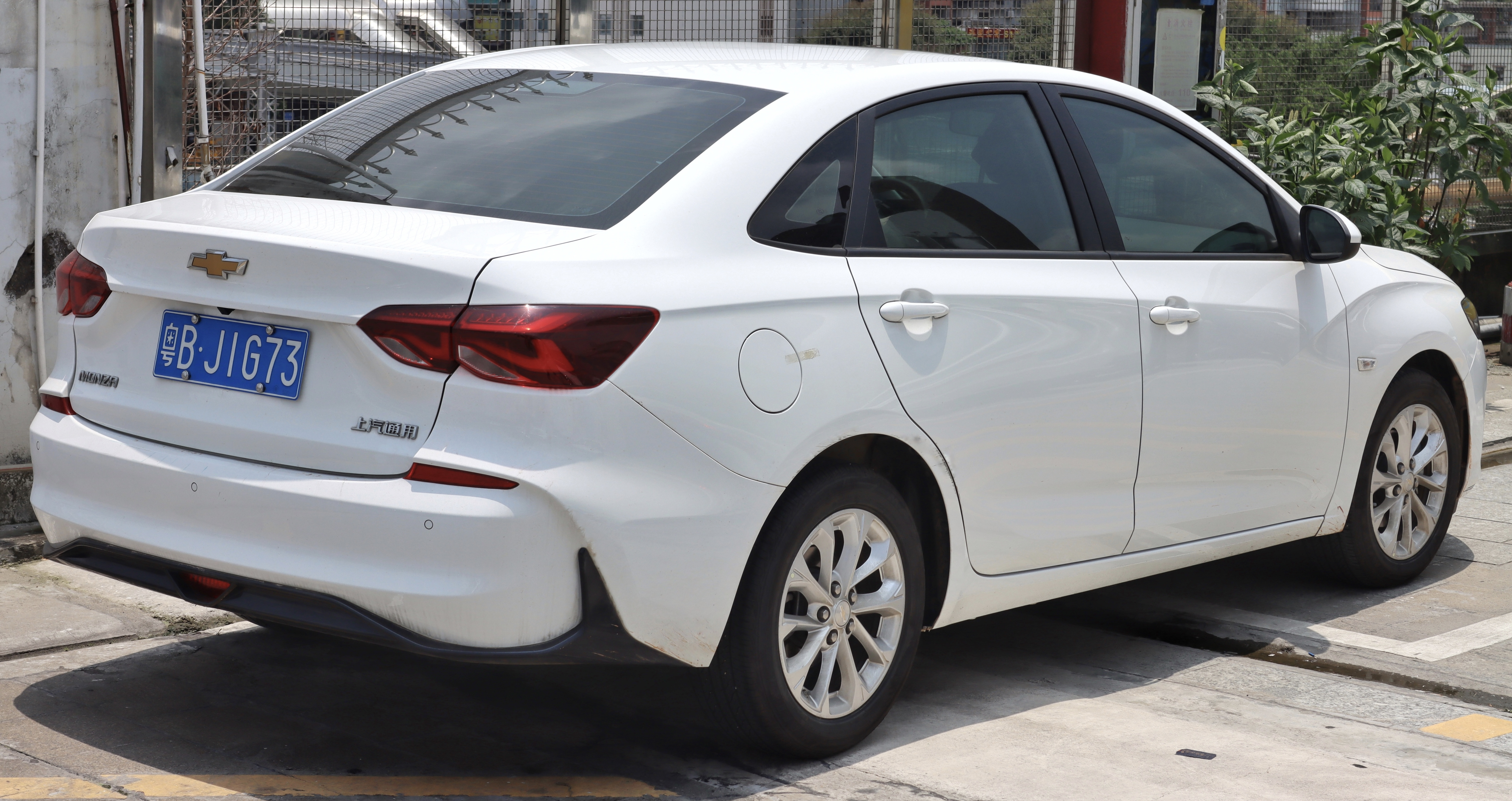
Рестайлинг задней части

## Технические характеристики
| Модель       | Двигатель        | Мощность                            | Крутящий момент              | Расход топлива |
| ------------ | ---------------- | ----------------------------------- | ---------------------------- | -------------- |
| Redline 320T | LIW 1.0L I3      | 92 кВт (125 л. с.) при 5600 об/мин  | 170 Н⋅м при 2000—4000 об/мин | 4,7 л/100 км   |
| 320          | L2B 1.5L I4 DVVT | 83 кВт (113 л. с.) при 6000 об/мин  | 141 Н⋅м при 4400 об/мин      | 5,9 л/100 км   |
| RS 330T      | LIY 1.3L I3      | 120 кВт (163 л. с.) при 5500 об/мин | 230 Н⋅м при 1800—4400 об/мин | 5,3 л/100 км   |